# Saint-Genis
Saint-Genis era una comuna francesa situada en el departamento de Altos Alpes, de la región de Provenza-Alpes-Costa Azul, que el 1 de enero de 2016 pasó a ser una comuna delegada de la comuna nueva de Garde-Colombe al fusionarse con las comunas de Eyguians y Lagrand.

## Demografía
| Gráfica de evolución demográfica de Saint-Genis entre 1800 y 2013 |
|                                                                   |

Los datos demográficos contemplados en este gráfico de la comuna de Saint-Genis se han cogido de 1800 a 1999 de la página francesa EHESS/Cassini, y los demás datos de la página del INSEE.